# گریموس
گریموس (انگلیسی: Grimus) رمان فانتزی و علمی تخیلی اثر سلمان رشدی است که در سال ۱۹۷۵ منتشر شد. گریموس اولین رمان چاپ‌شده سلمان رشدی است.